# Předslavice
Předslavice (en allemand : Pschedslawitz ou Předslawitz) est une commune du district de Strakonice, dans la région de Bohême-du-Sud, en République tchèque. Sa population s'élevait à 252 habitants en 2020.

## Géographie
Předslavice se trouve à 15 km au sud de Strakonice, à 44 km à l'ouest-nord-ouest de České Budějovice et à 112 km au sud-sud-ouest de Prague.
La commune est limitée par Volyně au nord-ouest, par Litochovice au nord, par Čepřovice au nord-est, par Bohunice et Tvrzice à l'est, par Bušanovice et Zálezly au sud, et par Malenice à l'ouest.

## Histoire
La première mention[Où ?] écrite du village date de 1352.

## Administration
La commune se compose de cinq quartiers :
- Kakovice
- Marčovice
- Předslavice
- Úlehle
- Všechlapy